# Spodnja Jablanica
Spodnja Jablanica este o localitate din comuna Šmartno pri Litiji, Slovenia, cu o populație de 60 de locuitori.